# Samariummonoxid
Samariummonoxid ist eine anorganische Verbindung und ein Oxid des Samariums.

## Herstellung
Samariummonoxid entsteht neben anderen Verbindungen bei der Reaktion von Samarium(III)-oxid mit elementarem Samarium zwischen 1100 °C und 1300 °C.

## Eigenschaften
Samariummonoxid ist ein roter Feststoff und kristallisiert im kubisch-flächenzentrierten System vom Natriumchlorid-Typ mit dem Gitterparameter a = 5,00 Å. Andere Quellen berichten von einer Struktur vom Zinkblende-Typ mit der Raumgruppe F43m (Raumgruppen-Nr. 216).
Wie im Neodymmonoxid liegen im Samariummonoxid keine zweiwertigen, sondern dreiwertige Samariumionen und freie Elektronen vor, weswegen Samariummonoxid ein elektrischer Leiter ist.